# Lista de organismos internacionais de boxe
Esta lista relaciona os organismos internacionais de boxe, dedicadas à regulamentação do esporte e às lutas de boxe, em sua área de atuação existem diversas organizações as mais conhecidas no Brasil são estas entidades, mas caso desejar conhecer todas as organizações listadas na comissão de organizações internacionais. 
consulte a List of Boxing Organizations.

## Entidades
- Federação Internacional de Boxe. - F.I.B.
- Federação Intercontinental de Boxe - I.B.Fed
- Associação Mundial de Boxe. - A.M.B.
- Conselho Mundial de Boxe. - C.M.B.
- Federação Mundial de Boxe Profissional. - F.M.B.P.
- Organização Mundial de Boxe. - O.M.B.
- Comitê Olímpico Internacional. - C.O.I.
- União Européia de Boxe. - U.E.B.

## Distinção com outros esportes de lutas
Ao contrário das Artes Marciais Mistas e do Full-Contact os lutadores podem participar de lutas e competir por qualquer  das organizações de boxe via contrato e existem cadastros das lutas deste competidores em sites especializados: fightfax, boxrec, fightstat, boxstat entre outros, visto que os competidores dos outros esportes citados que, quando contratados por uma promoção de luta, só podem atuar por ela.  
Assim lutador de MMA do Bellator só pode lutar pelo Bellator, não pelo UFC ou pelo Legacy, assim como, um lutador do Aspera só pode lutar pelo Aspera, não pelo Limo Fight Championship ou pelo Jungle Fight, bem como um lutador de Full-Contact do Glory, só pode lutar pelo Glory, não pelo WGP.  

## Eventos de Boxe no Brasil
Existem Promotores no Brasil que se empenham em revelar Grandes Nomes no Brasil para o Boxe Profissional como também possuem estrutura própria, normalmente estes promotores fazem eventos específicos de Boxe. 
são Eles:   
- Boxing for you - CEO Sergio Batarelli  (Atuação no Sudeste do Brasil)

- Business Boxing Promotions - CEO Eduardo Moraes (Atuação no Nordeste do Brasil)
- Power fight Boxing Promotions - CEO Alexandre Savian (Atuação no Sul do Brasil)

Como também existem outros promotores não listados e casas de show específicas para eventos de boxe e multi modalidades nas Regiões Sudeste e Sul do brasil e outras ainda em desenvolvimento. 